# Graafschap Namen
Namen (Frans: Comté de Namur) was een graafschap in de Nederlanden, waarvan het territorium grotendeels samenviel met het huidige Belgische arrondissement Namen en het noordwestelijke deel van het arrondissement Dinant. Het graafschap ontstond in de 10e eeuw als onderdeel van het Heilig Roomse Rijk.

## De prehistorie en de Romeinse periode
De stad Namen ontstond hoogstwaarschijnlijk aan de voet van de Champeau, dat is de rotsige heuvel tussen de Samber en de Maas, waar vandaag nog de citadel op prijkt. In deze omgeving werden de laatste jaren veel prehistorische vuursteenwapens gevonden. Dit gebied was in de Romeinse tijd bewoond door de stam van de Aduatuci (of Atuatici). Uit de kern van deze gouw, de omgeving van de stad Namen, ontstond het graafschap Namen. Deze stam en zijn grondgebied worden voor het eerst vermeld in een schriftelijke bron in het midden van de eerste eeuw voor Christus door de Romeinse veldheer Julius Caesar. In zijn De Bello Gallico beschreef Caesar hoe hij de verschillende Gallische steden en nederzettingen had veroverd. De Romeinse legioenen versloegen ook de Aduakaters en hun grondgebied werd (net als de rest van Gallië) opgenomen in het Romeinse Rijk.

## Middeleeuwen

Wapen volgens het Wapenboek Beyeren voor 1405

In de Merovingische en Karolingische periode vormde het gebied de pagus Lommacensis of Lommegouw. In de loop van de 10e eeuw ontstaat het graafschap Namen (met de stad Namen als hoofdstad). De eerste belangrijke graaf was Albert III (1063–1102) die in 1070, na de dood van de hertog van Neder-Lotharingen Godfried II met de Baard de voogdij over de dubbelabdij van Stavelot-Malmedy verwierf.
Namen werd tot aan het begin van de 12e eeuw fel belaagd door zijn machtige buren Brabant, Henegouwen en Luik. Belangrijke delen van het graafschap werden ingepalmd (de industriestad Dinant kwam bijvoorbeeld in Luikse handen). Vanaf de 12e eeuw slaagden de graven van Namen erin deze verliezen min of meer te compenseren. Zo verwierf bijvoorbeeld graaf Godfried het graafschap Longwy dankzij zijn huwelijk met Ermesinde van Luxemburg. De laatste belangrijke figuur uit de eerste grafelijke dynastie was Hendrik I de Blinde (1139–1196). Hij slaagde erin de graafschappen Durbuy, Laroche en Luxemburg in te lijven. Na zijn dood brak er een felle successiestrijd uit tussen Boudewijn IV van Henegouwen en Hendriks dochter Ermesinde. Zijn zoon, Boudewijn I van Namen (ook wel Boudewijn de Moedige genoemd) verwierf na een oorlog met Hendrik I de Blinde Namen als markgraafschap terwijl Ermesinde Luxemburg, Laroche en Durbuy kreeg. De situatie bleef min of meer stabiel tot 1263. In dat jaar verkocht de toenmalige markgraaf van Namen, Boudewijn van Courtenay, zijn graafschap aan de graaf van Vlaanderen, Gwijde van Dampierre. Dampierre wijzigde het Naamse wapenschild door de schuinbalk in keel (rood) dwars over de Vlaamse Leeuw te plaatsen, een verwijzing naar zijn 'zoon uit zijn tweede huwelijk' met Isabella van Luxemburg, Jan I van Namen. Jan I regeerde eerst als gouverneur (1298–1305) en na zijn vaders dood (1305–1330) als markgraaf over het graafschap Namen. Het huis Dampierre zou regeren tot 1421, toen Jan III van Namen het graafschap Namen tegen lijfrente aan de Bourgondische hertog Filips de Goede verkocht.

## De Bourgondische en Habsburgse periode
Nadat het graafschap Namen in 1429 door Filips de Goede in bezit was genomen, werd het geïntegreerd in een uitgestrekt territoriaal en politiek geheel, dat men de Nederlanden ging noemen. Vanaf de 15e eeuw werden de Nederlanden geregeerd door het huis Habsburg. Onder de regering van de Habsburgers zou het militaire belang van de stad Namen sterk groeien. De Bourgondiërs en Habsburgers versterkten de stad en gaven ze nieuwe vestigingsmuren. In de loop van de 16e en de 17e eeuw zou de stad uitgroeien tot een van de meest begeerde militaire vestingen van Europa. De stad werd dan ook herhaaldelijk belegerd.

## De Spaanse periode
Tijdens de Spaanse periode (16e en 17e eeuw) verkreeg Namen een bisschopszetel. Koning Filips II van Spanje, die ook graaf van Namen was, wilde van Namen een katholiek bastion maken dat als dam fungeerde tegen het opkomende calvinisme. Daarom verplichtte hij ook enkele religieuze orden om naar Namen te verhuizen. Verder slaagde Filips II erin om de citadel aanzienlijk te versterken. In 1577 stuurde Filips II Don Juan van Oostenrijk als nieuwe landvoogd naar de Nederlanden. Deze heeft in Namen Margaretha van Valois ontvangen en er te harer ere een groots feest georganiseerd.

## Woelige tijden en verschillende overheersers
Namen kende vooral een militaire geschiedenis. Na de Spaanse periode werd de strategisch belangrijke stad herhaaldelijk belegerd. In 1692 namen de troepen van Lodewijk XIV van Frankrijk, na een lange en felle belegering, de stad in. Lodewijk en zijn legendarische militaire ingenieur Vauban woonden de belegering persoonlijk bij. Na de inname zou Vauban de citadel verbouwen tot de grootste van Europa. Lang zou de Franse overheersing echter niet duren. Drie jaar later, in 1695 nam Willem III Namen in. Ook de Nederlandse en nadien Spaanse en Frans-Beierse besturen zouden niet lang duren. Na het Anjouaans bewind werd Maximiliaan II Emanuel van Beieren souverein vorst van het graafschap Namen (1711–1714).
Door de Vrede van Utrecht (1713) kwamen de Zuidelijke Nederlanden onder het gezag van de Oostenrijkse Habsburgers. Hoewel de Oostenrijkers over de stad regeerden, bleef de militair belangrijke citadel in handen van de Nederlandse Republiek door de bepalingen van het Barrièretraktaat. In 1790 was het graafschap Namen een van de stichters van de Verenigde Nederlandse Staten.

## De Franse revolutionairen en het Verenigd Koninkrijk der Nederlanden
In 1794 nam het revolutionaire Frankrijk Namen in. Er werd prompt een repressief revolutionair regime ingevoerd. Namen ging op in het departement Samber en Maas. De Franse overheersing werd abrupt beëindigd met de nederlaag van Napoleon Bonaparte in de slag bij Waterloo in 1815. In het Congres van Wenen dat daarop volgde werden de Zuidelijke en de Noordelijke Nederlanden samengevoegd in het Verenigd Koninkrijk der Nederlanden. Namen werd een Nederlandse provincie. In deze periode werd de citadel nogmaals herbouwd en kreeg ze min of meer haar huidige aanzicht. Lang zou het koninkrijk echter niet stand houden. In 1830 brak de Belgische Revolutie uit. Terwijl het regeringsleger de citadels van Antwerpen, Maastricht en Luxemburg vasthield, viel het militaire bastion Namen in handen van de opstandelingen.

## Economische activiteiten
De economische activiteiten in het graafschap Namen waren van uiteenlopende aard. Naast druiventeelt in de riviervalleien bracht de landbouw vlas voort, dat aan de basis lag van de lakennijverheid. 
 Klei vormde de grondstof voor de keramiekproductie en voor het maken van gietvormen voor de zogenaamde dinanderie, de algemene benaming voor geelkoperen (messing) kunstvoorwerpen als lessenaars, kandelaars, vaatwerk e.d.

 De metaalindustrie was overigens erg belangrijk: in de 16e eeuw was het bekken van de Maas (Dinant, Bouvignes, Namen, maar ook Hoei en Luik) het voornaamste centrum van metallurgie in de Zuidelijke Nederlanden. Samenhangend met de metaalindustrie was ook de productie van kolen. Aanvankelijk was dit voornamelijk houtskool. In de 18de eeuw werd steenkool uit de omgeving van Charleroi steeds belangrijker.
Daarnaast had Namen ook faam in de mijnbouw. Een belangrijk exportproduct was zwart marmer. Langs de oevers van de Maas werd ook kalksteen ontgonnen en geëxporteerd.
Er waren weinig steden in het graafschap Namen. De streek was landelijk en in het zuiden erg bosrijk.
De voornaamste stad was Namen. Daarnaast waren er nog de steden Bouvignes-sur-Meuse, Walcourt, Fleurus en Charleroi.
In oude boeken werden ook nog Floreffe, Jamagne, Brogne en Gerpinnes aangeduid als plaatsen waar de burgers dezelfde voorrechten genoten als de burgers van Namen. Het waren geprivilegieerde dorpen vaak door een aanwezigheid van een abdij bijvoorbeeld Floreffe en Brogne.
Daarnaast was er ook nog Andenne dat volledig vrij was, maar een vazal was van het Graafschap Namen. Andenne bezat zeker al in de middeleeuwen marktrechten. Een gestolen koe op de jaarmarkt van Andenne was immers de aanleiding voor een grote oorlog met het prinsbisdom Luik (de Guerre de la Vache, 1275–1278), waarin ook Brabant en Luxemburg meegesleurd werden.
Het graafschap Namen was dikwijls het slachtoffer van oorlogen. Het zal dan ook niemand verbazen dat de graven sterke burchten hadden opgericht aan de grenzen van hun rijk. Deze burchten functioneerden ook vaak als economische centra. In totaal zijn er zeven grafelijke burchten:
Namur, Crèvecoeur, Montaigle, Poilvache, Samson, Viesville en Golzinne. De meeste werden herleid tot ruïnes in de 15de en 16de eeuw.
Daarnaast kende het graafschap Namen zeer veel abdijen.
Salzinnes, Marche-les-Dames, Géronsart, Floreffe, Soleilmont, Brogne, Jardinet, Waulsort, Moulin, Boneffe, Solières en Grandpré.
Sommige dorpen hadden eveneens een kapittelkerk. Deze waren Andenne, Sclayn en Moustier-sur-Sambre.